# Ciclismo ai Giochi della VII Olimpiade - Inseguimento a squadre
La competizione del Inseguimento a squadre di ciclismo dei Giochi della VII Olimpiade si tenne i giorni 9 e 10 agosto 1920 al Velodrome Zuremborg di Anversa, in Belgio.

## Risultati

### Batterie
| Pos. | Nazione | Atleta                                                        | Tempo/Distanza |
| ---- | ------- | ------------------------------------------------------------- | -------------- |
| 1    | Italia  | Franco Giorgetti Ruggero Ferrario Arnaldo Carli Primo Magnani | 6'20"0         |
| 2    | Francia | Enguerrand Henri Habent Courder Lucien Faucheux               | a 190 m.       |

| Pos. | Nazione     | Atleta                                                                   | Tempo/Distanza |
| ---- | ----------- | ------------------------------------------------------------------------ | -------------- |
| 1    | Belgio      | Jean Janssens Albert De Bunne Charles Van Doorselaer Gustave De Schryver | 6'18"4         |
| 2    | Stati Uniti | Christopher Dotterweich Anthony Young William Beck Fred Taylor           | a 10 m.        |

| Pos. | Nazione       | Atleta                                                            | Tempo/Distanza |
| ---- | ------------- | ----------------------------------------------------------------- | -------------- |
| 1    | Gran Bretagna | Albert White Thomas Johnson Jock Stewart Albert Alden             | 5'23"8         |
| 2    | Paesi Bassi   | Mouritius Peeters Franciscus de Vreng Pieter Beets Petrus Ikelaar | a 80 metri     |

| Pos. | Nazione   | Atleta                                                         | Tempo/Distanza |
| ---- | --------- | -------------------------------------------------------------- | -------------- |
| 1    | Sudafrica | William Smith James Walker Hendrik Goosen Henry Kaltenbrun     | 5'21"0         |
| 2    | Canada    | Herbert McDonald Harold Bounsell Norman Webster William Taylor | a 125 metri    |

### Semifinali
| Pos. | Nazione       | Atleta                                                                   | Tempo/Distanza |
| ---- | ------------- | ------------------------------------------------------------------------ | -------------- |
| 1    | Gran Bretagna | Albert White Thomas Johnson Jock Stewart Albert Alden                    | 5'14"0         |
| 2    | Belgio        | Jean Janssens Albert De Bunne Charles Van Doorselaer Gustave De Schryver | 5'20"2         |

| Pos.   | Nazione   | Atleta                                                        | Tempo/Distanza |
| ------ | --------- | ------------------------------------------------------------- | -------------- |
| 1      | Italia    | Franco Giorgetti Ruggero Ferrario Arnaldo Carli Primo Magnani | 5'10"8         |
| Bronzo | Sudafrica | William Smith James Walker Hendrik Goosen Henry Kaltenbrun    | 5'17"8         |

### Finale
La finale fu disputata tra la Gran Bretagna e l'Italia. Il britannico Albert White cadde al quarto giro ma continuò la sua corsa. La squadra italiana lo raggiunse poco dopo. White fece di tutto per ostacolare il quartetto italiano e poi abbandonò la corsa; nell'occasione uno spettatore francese, indispettito, corse verso di lui e gli diede un pugno. La Gran Bretagna vinse poi la corsa con 4 decimi di secondo di vantaggio, anche se il tempo degli italiani venne preso sul quarto ciclista e non sul terzo come da regolamento. Gli italiani fecero ricorso per la scorrettezza di White e la giuria squalificò i britannici.
| Pos.    | Nazione       | Atleta                                                        | Tempo/Distanza |
| ------- | ------------- | ------------------------------------------------------------- | -------------- |
| Oro     | Italia        | Franco Giorgetti Ruggero Ferrario Arnaldo Carli Primo Magnani | 5'14"2         |
| Argento | Gran Bretagna | Albert White Thomas Johnson Jock Stewart Albert Alden         | 5'13"8 DQ      |